# Référendum de 2020 sur l'indépendance de la Nouvelle-Calédonie
Le référendum de 2020 sur l'indépendance de la Nouvelle-Calédonie est un référendum d'autodétermination organisé le 4 octobre 2020 dans le cadre de l'accord de Nouméa. Il s'agit du deuxième des trois référendums prévus par cet accord signé en 1998, après celui de 2018, et du troisième organisé sur l'indépendance de la Nouvelle-Calédonie, le premier remontant à 1987.
Pour satisfaire aux exigences des indépendantistes, le droit de vote est restreint aux citoyens résidant de longue date et de manière continue en Nouvelle-Calédonie, et exclut notamment les personnes installées après 1994. Initialement prévu le 6 septembre 2020, le scrutin est reporté d'un mois en raison de la pandémie de Covid-19.
Avec une participation en hausse dans toutes les provinces, le scrutin voit la victoire des loyalistes, qui, bien qu'en recul, réunissent un peu plus de 53 % des suffrages exprimés en faveur du maintien dans la République française. La progression du vote indépendantiste conforte cependant ses partisans qui demandent la convocation d'un troisième et dernier référendum qui est organisé en décembre 2021, conformément à l'accord de Nouméa,.

## Contexte

### Référendum de 1987 et accords de Matignon
Après les « événements » des années 1980 en Nouvelle-Calédonie, un référendum se tient en 1987. Boycotté par les indépendantistes, il aboutit au maintien au sein de la République par 98,30 % des voix avec une participation de 59,10 %.
Les accords de Matignon, signés en 1988 et approuvés par un référendum national le 6 novembre 1988, prévoient un référendum lors de l’année 1998. Puis l’accord de Nouméa, signé en 1998, prévoit que le référendum ait lieu entre 2014 et 2018, et puisse être suivi de deux autres,,. Cet accord est inscrit dans les articles 76 et 77 de la Constitution.

### Référendum de 2018

Résultat du référendum de 2018 par commune néo-calédonienne (pourcentage de "Oui")

Le scrutin de 2018 — marqué par une forte participation (81,01 %) — voit les votants répondre « non » à 56,67 % à la proposition d'indépendance. Les résultats renouvellent le constat d'une importante disparité entre les votes des deux principales communautés, kanak et européennes, tandis que 17 % des électeurs vivant dans l'archipel sont exclus du scrutin, en accord avec les listes établies par l'accord de Nouméa.
Dans un contexte de forte participation (6,4 points de plus que lors de la consultation de 1998 sur l’accord de Nouméa), le « non » obtient un score moins important que prévu par les sondages. Les anti-indépendantistes espéraient une large victoire du « non » afin de voir annulée la tenue des deuxième et troisième référendums prévus par l’accord de Nouméa. Les résultats font en outre apparaître une fracture territoriale et sociologique importante. En effet, Nouméa et la province Sud, la plus riche, concentrent le vote pour le non à plus de 75 %. Si le vote indépendantiste obtient un résultat plus important que prévu, il n'effectue pas de percée, mais est lié à une bonne mobilisation de l'électorat indépendantiste, attribuée à la campagne unitaire des deux courants du FLNKS.
L'article 217 de la loi organique no 99-209 du 19 mars 1999 relative à la Nouvelle-Calédonie prévoit alors un mécanisme où le tiers des membres du Congrès de la Nouvelle-Calédonie peut, à compter du sixième mois suivant la consultation (soit le 5 mai 2019), demander l'organisation de deux nouvelles consultations dans les deux et quatre ans après le premier référendum. Au sein du Congrès élu pour la période 2019-2024, les indépendantistes détiennent ensemble 26 sièges sur 54, soit un peu plus de 48 % de ses membres. 
À la mi-juin 2019, une majorité des membres du Congrès demandent l'organisation de cette nouvelle consultation, qui pourrait avoir lieu au second semestre 2020. Après des négociations entre les différentes parties néocalédoniennes, les dates provisoires sont le 30 août ou le 6 septembre 2020, la deuxième date étant finalement retenue. En raison des restrictions de circulation causée par la pandémie de Covid-19 ainsi que du report au 28 juin du deuxième tour des élections municipales que celle ci entraine — resserrant les périodes de campagne électorale — un report du scrutin est évoqué. Le Premier ministre Édouard Philippe propose ainsi fin mai de reporter le scrutin au 4 octobre 2020. Si la proposition d'un report est initialement vue avec réticence par le camp non indépendantiste, qui souhaite en finir rapidement avec la période d'incertitude économique liée au référendum, une large majorité des élus se prononcent finalement sur une date plus tardive, proposant le 25 octobre,. Le gouvernement décide néanmoins de conserver un report à la date du 4 octobre, officialisée fin juin.

## Modalités

### Question posée

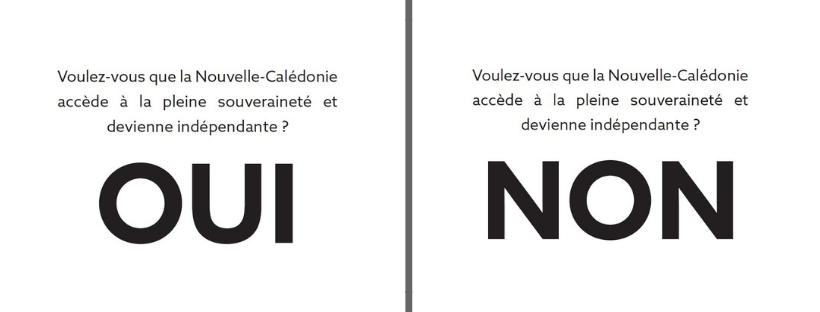
Bulletins de vote utilisés

La consultation porte sur le transfert à la Nouvelle-Calédonie des compétences régaliennes, sur l’accès à un statut international de pleine responsabilité et sur l’organisation de la citoyenneté en nationalité. Le référendum est officiellement appelé « consultation sur l'accession de la Nouvelle-Calédonie à la pleine souveraineté ».

La question posée aux Néo-Calédoniens avait fait l'objet d'un débat en 2018 pour le premier référendum entre indépendantistes et anti-indépendantistes concernant les expressions « pleine souveraineté » et « indépendance ». Le 28 mars 2018, un compromis avait finalement été trouvé après des négociations entre le gouvernement d’Édouard Philippe et les différentes parties. La question retenue pour le référendum sur l'indépendance de 2018, et conservée pour celui de 2020, est :

« Voulez-vous que la Nouvelle-Calédonie accède à la pleine souveraineté et devienne indépendante ? »

### Conditions de participation
Pour pouvoir voter, il faut d'abord être inscrit sur la liste électorale générale et sur la liste électorale pour la consultation sur l'accession de la Nouvelle-Calédonie à la pleine souveraineté (LESC). Quelque 35 950 électeurs inscrits sur la liste générale sont ainsi exclus du scrutin, soit 17 %. Il s'agit essentiellement d'Européens arrivés en Nouvelle-Calédonie après 1994.
La question de l'inscription sur les listes de nouvelles personnes répondant à ces critères et ayant eu dix-huit ans depuis le référendum de 2018 fait l'objet d'intenses débats avant l'organisation du second référendum, les personnes de statut civil coutumier étant automatiquement inscrites, contrairement à celles de statut civil de droit commun qui doivent effectuer d'eux-mêmes la démarche d'inscription. Les indépendantistes obtiennent finalement gain de cause, les anti-indépendantistes — qui demandaient l'inscription automatique de tous — obtenant cependant l'assurance que les individus concernés seront contactés individuellement pour leur rappeler la possibilité de leur inscription. 
Les anti-indépendantistes obtiennent en revanche la possibilité de faire campagne avec le drapeau tricolore français. Le code électoral français interdisant à un bord politique de s'approprier cet emblème au cours d'une campagne électorale, celle du référendum de 2018 avait vu les indépendantistes utiliser massivement le drapeau du FLNKS sans que les loyalistes puissent y opposer le drapeau français. Cette situation, décriée par les loyalistes, est corrigée par un décret gouvernemental « dans un souci d'équité » pour le scrutin de 2020. La décision provoque néanmoins une levée de boucliers de la part des indépendantistes, qui jugent anti-démocratique une prise de position de l'État,,.

## Résultats

### Globaux
| Choix                  | Votes   | %     |
| ---------------------- | ------- | ----- |
| Oui                    | 71 533  | 46,74 |
| Non                    | 81 503  | 53,26 |
|                        |         |       |
| Exprimés               | 153 036 | 98,79 |
| Blancs                 | 855     | 0,55  |
| Nuls                   | 1 027   | 0,66  |
| Total                  | 154 918 | 100   |
| Abstentions            | 25 881  | 14,31 |
| Inscrits/participation | 180 799 | 85,69 |

| Votes « Oui » (46,74 %) |  |  | Votes « Non » (53,26 %) |
| ▲                       |  |  |                         |
| Majorité absolue        |  |  |                         |

### Par province

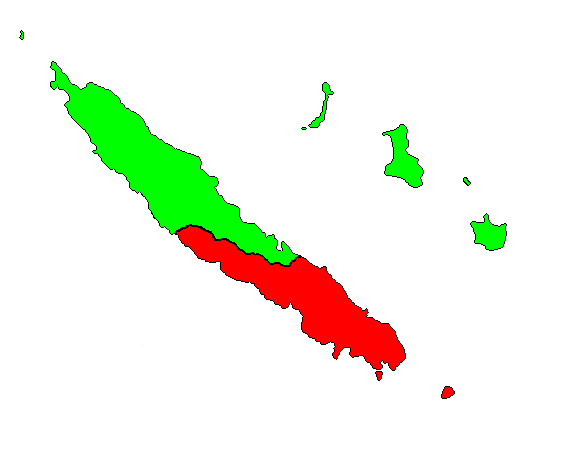
Vote arrivé en tête par province :
Oui
Non

| Choix                  | Votes  | %     |
| ---------------------- | ------ | ----- |
| Oui                    | 28 537 | 78,34 |
| Non                    | 7 889  | 21,66 |
|                        |        |       |
| Exprimés               | 36 426 | 98,98 |
| Blancs                 | 129    | 0,35  |
| Nuls                   | 248    | 0,67  |
| Total                  | 36 803 | 100   |
| Abstentions            | 4 546  | 10,99 |
| Inscrits/participation | 41 349 | 89,01 |

| Choix                  | Votes   | %     |
| ---------------------- | ------- | ----- |
| Oui                    | 29 220  | 29,14 |
| Non                    | 71 043  | 70,86 |
|                        |         |       |
| Exprimés               | 100 263 | 98,66 |
| Blancs                 | 679     | 0,67  |
| Nuls                   | 682     | 0,67  |
| Total                  | 101 624 | 100   |
| Abstentions            | 15 755  | 13,42 |
| Inscrits/participation | 117 379 | 86,58 |

| Choix                  | Votes  | %     |
| ---------------------- | ------ | ----- |
| Oui                    | 13 776 | 84,27 |
| Non                    | 2 571  | 15,73 |
|                        |        |       |
| Exprimés               | 16 347 | 99,13 |
| Blancs                 | 47     | 0,29  |
| Nuls                   | 97     | 0,59  |
| Total                  | 16 491 | 100   |
| Abstentions            | 5 580  | 25,28 |
| Inscrits/participation | 22 071 | 74,72 |

### Par commune

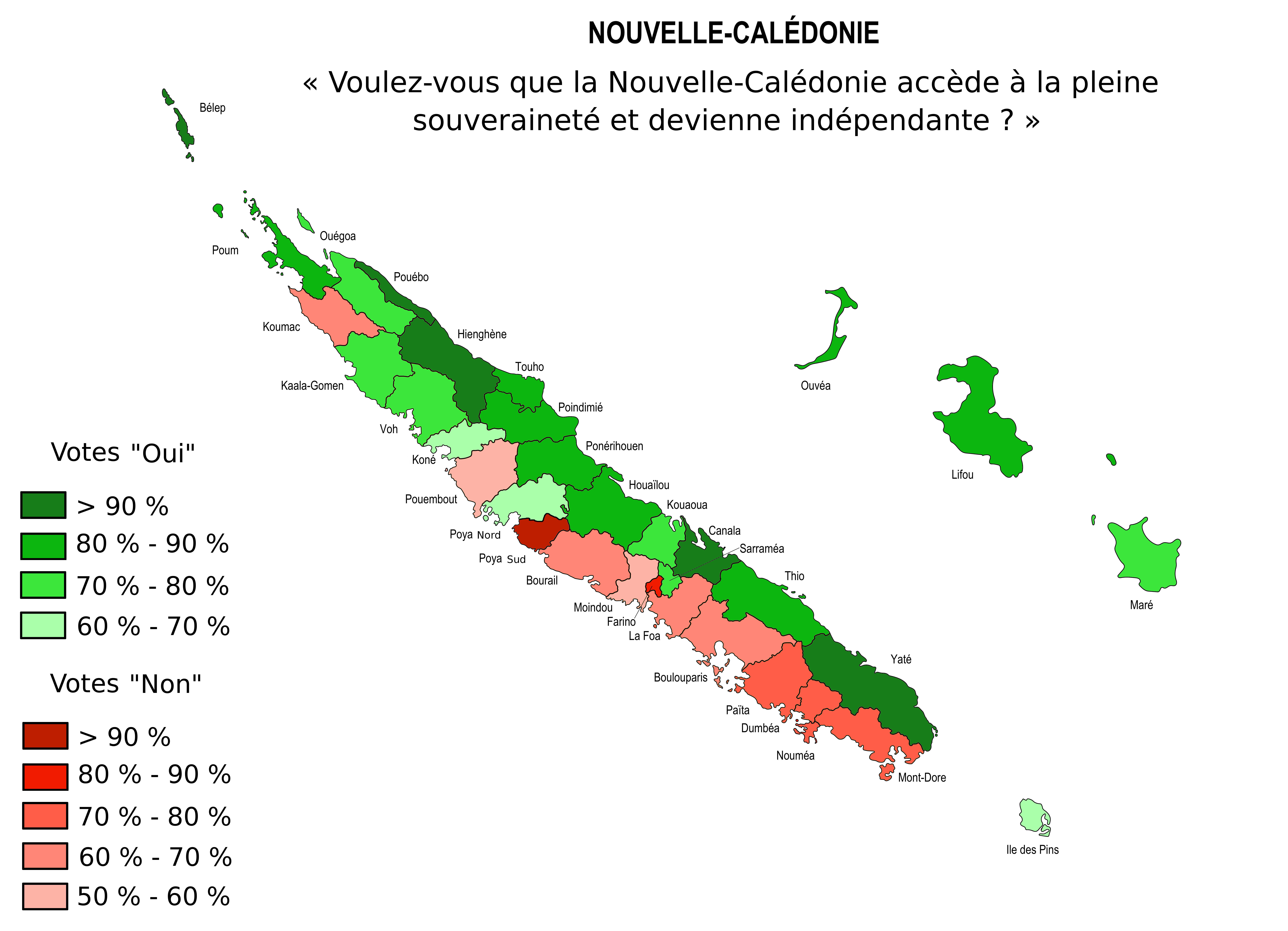
Pourcentages par commune.

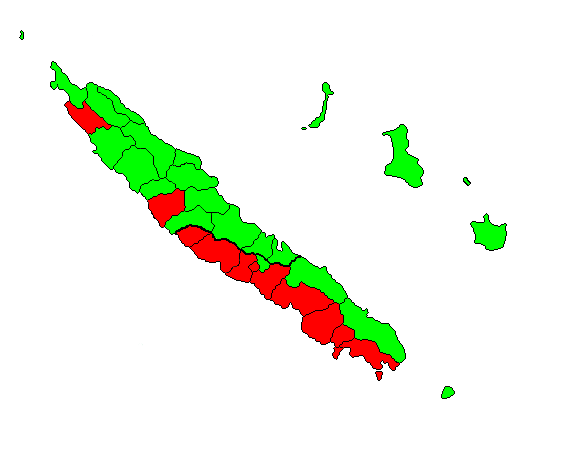
Vote arrivé en tête par commune :
Oui
Non

| Commune      | Oui     | Non     | Blanc  | Nul    | Partici- pation | ± oui /2018 | ± partici- pation /2018 |
| ------------ | ------- | ------- | ------ | ------ | --------------- | ----------- | ----------------------- |
| Bélep        | 96,45 % | 3,55 %  | 0,13 % | 0,13 % | 81,43 %         | 2,00        | 4,58                    |
| Boulouparis  | 30,81 % | 69,19 % | 0,34 % | 0,54 % | 92,59 %         | 0,55        | 1,85                    |
| Bourail      | 32,72 % | 67,28 % | 0,54 % | 0,86 % | 90,94 %         | 1,81        | 2,43                    |
| Canala       | 95,42 % | 4,58 %  | 0,25 % | 0,53 % | 91,31 %         | 1,15        | 5,74                    |
| Dumbéa       | 26,29 % | 73,71 % | 0,67 % | 0,63 % | 87,08 %         | 4,53        | 4,29                    |
| Farino       | 11,46 % | 88,54 % | 0,18 % | 0,91 % | 94,80 %         | 2,28        | 0,09                    |
| Hienghène    | 96,26 % | 3,74 %  | 0,04 % | 0,58 % | 91,45 %         | 1,51        | 4,88                    |
| Houaïlou     | 87,43 % | 12,57 % | 0,28 % | 0,72 % | 87,17 %         | 3,53        | 4,78                    |
| Île des Pins | 69,85 % | 30,15 % | 0,53 % | 0,47 % | 85,26 %         | 2,53        | 2,79                    |
| Kaala-Gomen  | 75,90 % | 24,10 % | 0,20 % | 0,66 % | 89,51 %         | 0,48        | 1,99                    |
| Koné         | 66,64 % | 33,36 % | 0,53 % | 0,98 % | 89,82 %         | 2,32        | 2,14                    |
| Kouaoua      | 79,46 % | 20,54 % | 0,38 % | 0,48 % | 89,91 %         | 5,92        | 5,63                    |
| Koumac       | 38,48 % | 61,52 % | 0,41 % | 0,69 % | 90,07 %         | 2,01        | 0,30                    |
| La Foa       | 32,55 % | 67,45 % | 0,40 % | 0,94 % | 92,44 %         | 2,59        | 1,05                    |
| Lifou        | 86,49 % | 13,51 % | 0,31 % | 0,61 % | 76,47 %         | 6,57        | 14,18                   |
| Maré         | 79,29 % | 20,71 % | 0,20 % | 0,61 % | 71,90 %         | 5,29        | 18,13                   |
| Moindou      | 46,10 % | 53,90 % | 0,95 % | 1,23 % | 93,03 %         | 1,61        | 1,73                    |
| Le Mont-Dore | 28,16 % | 71,84 % | 0,99 % | 1,03 % | 86,51 %         | 2,60        | 2,90                    |
| Nouméa       | 23,31 % | 76,69 % | 0,63 % | 0,58 % | 84,71 %         | 3,82        | 4,42                    |
| Ouégoa       | 71,81 % | 28,19 % | 0,26 % | 1,11 % | 87,03 %         | 1,97        | 2,10                    |
| Ouvéa        | 86,18 % | 13,82 % | 0,33 % | 0,51 % | 74,81 %         | 2,00        | 15,41                   |
| Païta        | 28,77 % | 71,23 % | 0,75 % | 0,51 % | 87,57 %         | 2,87        | 1,95                    |
| Poindimié    | 82,52 % | 17,48 % | 0,37 % | 0,64 % | 91,00 %         | 3,26        | 3,08                    |
| Ponérihouen  | 89,18 % | 10,82 % | 0,42 % | 0,59 % | 88,77 %         | 3,56        | 3,09                    |
| Pouébo       | 95,12 % | 4,88 %  | 0,05 % | 0,64 % | 84,62 %         | 0,87        | 3,76                    |
| Pouembout    | 48,17 % | 51,83 % | 0,60 % | 0,53 % | 89,41 %         | 1,64        | 1,34                    |
| Poum         | 85,14 % | 14,86 % | 0,24 % | 0,32 % | 88,54 %         | 1,47        | 4,21                    |
| Poya-Nord    | 67,30 % | 32,70 % | 0,21 % | 0,56 % | 89,52 %         | 3,14        | 2,96                    |
| Poya-Sud     | 2,31 %  | 97,69 % | 0,00 % | 0,00 % | 91,53 %         | 0,26        | 0,92                    |
| Sarraméa     | 79,03 % | 20,97 % | 0,42 % | 0,63 % | 93,53 %         | 6,13        | 0,25                    |
| Thio         | 85,85 % | 14,15 % | 0,16 % | 0,78 % | 88,15 %         | 2,77        | 2,77                    |
| Touho        | 85,41 % | 14,59 % | 0,36 % | 0,54 % | 86,96 %         | 2,81        | 1,62                    |
| Voh          | 71,58 % | 28,42 % | 1,00 % | 0,95 % | 89,60 %         | 2,98        | 1,93                    |
| Yaté         | 90,96 % | 9,04 %  | 0,12 % | 0,25 % | 92,10 %         | 2,73        | 2,21                    |

## Analyses

Carte de la participation selon les données provisoires.

Avec une participation en hausse, le scrutin voit la victoire des non-indépendantistes qui, bien qu'en recul, réunissent un peu plus de 53 % des votants,.
Le scrutin est notamment marqué par des intimidations de la part de partisans de l'indépendance vis-à-vis des électeurs. La présence de jeunes indépendantistes en masse aux abords de certains bureaux de vote brandissant des drapeaux, caillassant les voitures et proférant parfois des insultes racistes a été notée et dénoncée par les responsables politiques anti-indépendantistes,,. Un recours est déposé devant le Conseil d'État par des élus loyalistes, concernant neuf bureaux de votes pour 8 000 suffrages exprimés. La décision ne devrait pas changer le cours du scrutin, mais il s'agit pour les loyalistes d'une « question de symbole et de principe »,,.

## Référendum de 2021
La progression du vote indépendantiste rend probable le recours à la possibilité de convoquer un troisième et dernier référendum. Celui-ci est réclamé dès le 8 octobre par Victor Tutugoro, porte-parole du FLNKS, dans un contexte de visite à Nouméa de Sébastien Lecornu, ministre des Outre-mer, le lendemain. La demande officielle ne pouvant avoir lieu qu'à partir du 4 avril 2021, elle intervient le 8 avril, les deux groupes FLNKS au Congrès, l'UNI et l'UC, demandant la convocation d'un troisième référendum devant avoir lieu au plus tard en septembre 2022, conformément à ce que permet l'accord de Nouméa,. À la suite d'une rencontre de plusieurs jours à Paris en juin 2021 entre responsables politiques calédoniens et le gouvernement français, ceux ci s'accordent sur une organisation du référendum le 12 décembre 2021. Les non-indépendantistes voulaient notamment un référendum le plus tôt possible, alors que les indépendantistes voulaient que le référendum eût lieu à la date limite prévue par l'accord de Nouméa, en octobre 2022. La tenue en décembre 2021 permet d'éviter, dans le cas d'un vote pour l'indépendance, que les Néo-Calédoniens ne votent lors de l'élection présidentielle de 2022, une transition de deux ans devant s'ensuivre. Le référendum, boycotté par les indépendantistes abouti à un rejet de l'indépendance par 96,49 % des votants pour un participation de 43,90 % des inscrits.